# محمد زهدي النشاشيبي
محمد زهدي النشاشيبي (أبو زهدي؛ 1925 - 27 يناير 2020)، كان أول وزيرٍ لوزارة المالية الفلسطينية في الفترة ما بين 1994 حتى يونيو 2002، وعضو اللجنة التنفيذية لمنظمة التحرير الفلسطينية منذ عام 1960، وعضو المجلس المركزي لمنظمة التحرير الفلسطينية، وعضو المجلس الأعلى للسلطة الوطنية لمخيمات اللاجئين، كما تولى رئاسة الصندوق القومي الفلسطيني في عمّان وتونس، و تولى رئاسة مجلس أمناء جامعة القدس في الفترة ما بين 2004-2006.

## حياته
وُلد في مدينة القدس عام 1925 وينتمي لعائلة النشاشيبي. عمل في المصرف التجاري السوري. بدأ حياته المهنية في حزب البعث العربي الاشتراكي السوري في أوائل الستينيات. ولاحقًا أصبح عضوًا في اللجنة التنفيذي منظمة التحرير الفلسطينية، ثم أصبح رئيس قسم الاقتصاد. وكان رئيس الصندوق القومي الفلسطيني أيضًا.
عادَ إلى فلسطين عبر مدينة أريحا بعد توقيع اتفاقية أوسلو في حزيران (يونيو) 1994، حيثُ كان أول عضوٍ من اللجنة التنفيذية يدخل فلسطين.

## أوسمة
- في أيار 2018 منحه الرئيس الفلسطيني محمود عباس وسام نجمة الشرف من الدرجة العليا.[1][5]

## الوفاة
تُوفي في 27 يناير 2020، عن عمرٍ ناهز 95 عامًا. ودُفن في مقبرة سحاب بعمان عاصمة الأردن.